# K. Waterschei S.V. Thor Genk
K. Waterschei S.V. Thor Genk var en belgisk fotbollsklubb från staden Genk, Limburg. 
Klubben skapades 1919 som Waterschei Sport Vereeniging Thor med Thor som förkortning av Tot Herstel Onzer Rechten ("För att få tillbaka våra rättigheter"). Den registrerades till belgiska fotbollsförbundet först 1925 och fick registreringsnummer 533. Klubben hade en sejour i första divisionen i slutet av 1950-talet till början av 1960 och igen 1978 till 1986. Efter två säsonger i andra divisionen gick K. Waterschei SV Thor Genk samman med KFC Winterslag för att bilda KRC Genk. 
Waterschei har vunnit den Belgiska cupen två gånger, 1980 och 1982. 

## Meiter
- Belgiska cupen
  - 1980, 1982